# Šimokita (LST-4002)
Šimokita (LST-4002) je vrtulníková výsadková loď Japonských námořních sil sebeobrany, která je ve službě od roku 2002. Jedná se o druhou jednotku třídy Ósumi.

## Výzbroj
Loď je vybavena dvměa 20mm kanónovými systémy blízké obrany Phalanx a dvěma 12,7mm kulomety M2 Browning. Na letovou palubu lodi se vejde osm vrtulníku jako např. Sikorsky SH-60 Seahawk nebo Boeing CH-47 Chinook. Šimokita disponuje deseti tanky a dvěma výsadkovými vznášedly LCAC. Loď může na krátkých plavbách převážet až 1 000 vojáků, na dlouhých plavbách obvykle převáží jenom 330 vojáků.